# (229737) Porthos
(229737) Porthos est un astéroïde de la ceinture principale.

## Description
(229737) Porthos est un astéroïde de la ceinture principale. Il fut découvert par Bernard Christophe le 19 avril 2007 à l'observatoire de Saint-Sulpice. Il présente une orbite caractérisée par un demi-grand axe de 2,75 UA, une excentricité de 0,078 et une inclinaison de 7,35° par rapport à l'écliptique.
Il fut nommé en hommage au mousquetaire Porthos, inspiré par Isaac de Portau dit Porthos, personnage d'Alexandre Dumas présent dans son roman Les Trois Mousquetaires et ses suites.

## Compléments